# Яно-Оймяконска планинска земя
Яно-Оймяконската планинска земя (на руски: Яно-Оймяконское нагорье) е обширна планинска земя в Североизточна Азия, в източната част на Якутия, Русия.
Простира се от северозапад на югоизток на протежение около 1100 km между Верхоянските планини и хребета Сунтар-Хаята на югозапад и планинската система Черски на североизток. Състои се от различно ориентирани хребети (Тирехтяхски, Нелгесински и др.), редуващи се с обширни плата (Янско на северозапад), Елгинско в средата, Оймяконско на югоизток) и междупланински падини (Куйдусунска, Агалкинска и др.). На северозапад, около средното течение на река Яна надморската височина варира от 500 до 700 m, а на югоизток, в Оймяконското плато до 1400 – 1500 m, като отделни върхове се извисяват до 2000 m. Изградена е от триаски и юрски алевролити, пясъчници и глинести шисти, силно дислоцирани и пронизани от гренинтни интрузии. На северозапад през нея протича горното течение на река Яна със своите притоци: Битантай, Дулгалах, Сартанг, Адича, Борулах, Нелгесе, Дербеке, Чарки и др. От средната ѝ част извира река Делиня (десен приток на Томпо, от басейна на Лена), а в югоизточната ѝ част протича река Индигирка със своите притоци: Туора-Юрях, Куйдусун, Кюенте, Елги и др. По долините на реките и по долната част на склоновете расте ниска и рядка лиственична тайга, а на места по южните склонове има степни пространства. Най-високите ѝ части са заети от планинска тундра.